# Федеральное управление по безопасному хранению и уничтожению химического оружия
Федера́льное управле́ние по безопа́сному хране́нию и уничтоже́нию хими́ческого ору́жия — государственное учреждение Российской Федерации, осуществляющее в интересах обороны и безопасности государства организацию работ в области хранения и уничтожения химического оружия. Управление ликвидировано в апреле 2012 года и деятельность его прекращена. Преемник при реорганизации — ФБУ "ФУ БХУХО" (г. Москва, ул. Садовники, 4А, вид деятельности — водоснабжение и загрязнение).
Управление по вопросам, касающимся прохождения военной службы и финансового обеспечения государственного задания за счёт средств федерального бюджета, относится к ведению Министерства обороны Российской Федерации, а по вопросам организации и выполнения работ по уничтожению химического оружия — к ведению Министерства промышленности и торговли Российской Федерации.
В 2017 году химическое оружие в России было полностью уничтожено.

## Основные задачи
Согласно Положению о Федеральном управлении по безопасному хранению и уничтожению химического оружия (утверждено постановлением Правительства Российской Федерации от 5 февраля 2001 года № 87) основными задачами Федерального управления являются:
- организация выполнения работ по безопасному хранению, перевозке и уничтожению запасов химического оружия;
- уничтожение аварийных химических боеприпасов в местах их хранения;
- создание объектов по уничтожению химического оружия;
- участие в проведении конкурсов (торгов) среди организаций, предлагающих технологии уничтожения химического оружия и утилизации отходов, образующихся при его уничтожении, производящих нестандартизированное и специальное технологическое оборудование, приборы контроля, а также среди организаций, выполняющих строительные, монтажные и пусконаладочные работы при создании объектов по уничтожению химического оружия и сооружений социальной и инженерной инфраструктуры;
- заключение контрактов на поставку товаров, выполнение работ и оказание услуг для государственных нужд при делегировании ему Министерством промышленности и торговли Российской Федерации полномочий государственного заказчика;
- сотрудничество с зарубежными делегациями по вопросам, входящим в компетенцию Федерального управления;
- участие в организации подготовки кадров для работы на объектах по хранению и уничтожению химического оружия;
- подготовка объектов по хранению и уничтожению химического оружия к международным инспекциям и участие в обеспечении проведения инспекций;
- информирование населения и общественных организаций в регионах (районах) размещения объектов по хранению и уничтожению химического оружия по вопросам обеспечения безопасности населения и защиты окружающей среды при проведении работ с химическим оружием;
- осуществление мероприятий по предупреждению чрезвычайных ситуаций при хранении, перевозке и уничтожении химического оружия, ликвидации последствий чрезвычайных ситуаций в случае их возникновения и проведение спасательных работ.

## История
Первая попытка решения проблемы уничтожения химического оружия была предпринята СССР ещё в 1980-х годах. В результате был создан мобильный комплекс для уничтожения аварийных химических боеприпасов. Используемая на этом комплексе технология химической детоксикации отравляющих веществ была принята за базовую и использовалась в дальнейшем на объектах по уничтожению химического оружия.
В 1986 году руководство страны поручило Минобороны СССР создать объект по уничтожению химического оружия в районе города Чапаевска Куйбышевской области. К сожалению, созданный объект по социально-политическим причинам введён в эксплуатацию не был. Однако он сыграл определённую роль на этапе подготовки страны к полномасштабному уничтожению химического оружия.
В 1992 году, в составе войск радиационной, химической и биологической защиты Минобороны России было сформировано новое подразделение — Управление ликвидации химического оружия.
В 1993 году в Париже Российская Федерация подписала Конвенцию о запрещении разработки, производства, накопления и применения химического оружия и о его уничтожении.
В 1996 году, постановлением Правительства Российской Федерации от 21 марта 1996 года № 305 была утверждена Федеральная целевая программа «Уничтожение запасов химического оружия в Российской Федерации», которой был присвоен статус президентской.
Программой предусмотрено строительство семи объектов по уничтожению химического оружия в местах его хранения: в посёлке Горном (Саратовская область), в городе Камбарке (Удмуртская Республика), в посёлке Мирном (Марадыково, Кировская область), в городе Щучье (Курганская область), в посёлке Леонидовка (Пензенская область), в городе Почепе (Брянская область), в посёлке Кизнер (Удмуртская Республика).
В последующем в Программу вносились редакционные изменения. В соответствии с Программой, введённой постановлением Правительства Российской Федерации от 9 декабря 2010 года № 1005, окончательный срок уничтожения всех запасов химического оружия был определён — 31 декабря 2015 года.
В 2000 году было основано Федеральное управление по безопасному хранению и уничтожению химического оружия.
За время его существования менялся государственный заказчик. Первоначально функции возлагались на Минобороны России.
С 12 мая 2008 года государственным заказчиком Программы является Министерство промышленности и торговли Российской Федерации.
В самом Министерстве за реализацию Программы отвечает Департамент реализации конвенционных обязательств, возглавляемый доктором химических наук, профессором В. И. Холстовым.
27 сентября 2017 года  (с большим нарушением сроков, предусмотренных Конвенцией) Россия с полностью уничтожила все запасы химического оружия.
13 октября 2017 года, по итогам завершения работ по уничтожению химического оружия в Российской Федерации, Президент России утвердил перечень поручений Правительству Российской Федерации:
- до декабря 2017 года подготовить и внести в Государственную Думу Федерального Собрания Российской Федерации проект федерального закона, предусматривающего признание оборотоспособным имущества объектов по уничтожению химического оружия после завершения ими деятельности, для которой они были предназначены;
- до декабря 2018 года представить предложения, направленные на поэтапное вовлечение имущественных комплексов объектов по уничтожению химического оружия в хозяйственный оборот в интересах отраслей, связанных с обеспечением обороноспособности и безопасности государства (включая создание производства порохов и взрывчатых веществ, активных фармацевтических субстанций и лекарственных средств, объектов обезвреживания отходов I и II классов опасности), а также в интересах других отраслей промышленности;
- до декабря 2018 года представить предложение об изменении организационно-правовой формы федерального бюджетного учреждения «Федеральное управление по безопасному хранению и уничтожению химического оружия при Министерстве промышленности и торговли Российской Федерации», предусмотрев отмену прохождения в этом учреждении военной службы.

## Состав
По состоянию на 2017 год в непосредственном подчинении ФУБХУХО России находятся четыре объекта по уничтожению химического оружия:
- Объект по хранению и уничтожению химического оружия (Брянская область, г. Почеп);
- Объект по хранению и уничтожению химического оружия (Кировская область, пгт. Мирный);
- Объект по хранению и уничтожению химического оружия (Удмуртская Республика, пос. Кизнер);
- Объект по хранению и уничтожению химического оружия (Курганская область, г. Щучье);

а также полки охраны и ликвидации последствий аварий при них.
Численность воинских частей и подразделений, находящихся в непосредственном подчинении ФУБХУХО России, достигает 10 тысяч человек (на 2012 г.).

## Форма одежды

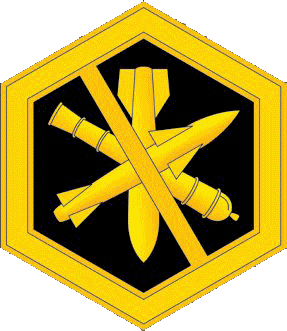
Малая эмблема ФУБХУХО

Военнослужащие ФУБХУХО носят военную форму одежды установленную приказом Министра обороны РФ от 22 июня 2015 года № 300 для войск РХБЗ Вооружённых сил РФ. Отличия состоят лишь в использовании военнослужащими ФУБХУХО собственных нарукавных и петличных (погонных) знаков, в качестве таковых определена малая эмблема ФУБХУХО.

## Объекты названные в честь ФУБХУХО России
- 17 сентября 2013 года в городе Пензе был открыт крупный мостовой переход через железную дорогу и реку Суру длиною более 1,6 километра. Строился он с 2006 по 2013 год и соединил улицу Измайлова на правом берегу с улицей Кураева на левом. Назван был в честь Федерального управления по безопасному хранению и уничтожению химического оружия, на картах значится как мост имени ФУБХУХО[9]. Название было предложено начальником ФУБХУХО Валерием Капашиным на основании того, что мост строился на средства, перечисленные заводом по уничтожению химического оружия действовавшим с 2008 по 2015 год в Леонидовке Пензенской области[10].